# Kesinga
Kesinga é uma cidade no distrito de Kalahandi, no estado indiano de Orissa.

## Geografia
Kesinga está localizada a 20° 12′ N, 83° 14′ L. Tem uma altitude média de 187 metros (613 pés).

## Demografia
Segundo o censo de 2001, Kesinga tinha uma população de 16,914 habitantes. Os indivíduos do sexo masculino constituem 51% da população e os do sexo feminino 49%. Kesinga tem uma taxa de literacia de 55%, inferior à média nacional de 59.5%: a literacia no sexo masculino é de 66% e no sexo feminino é de 44%. Em Kesinga, 15% da população está abaixo dos 6 anos de idade.